# Tanūrjeh
Tanūrjeh (persiska: تنورجه, Tanūrcheh) är en ort i Iran.   Den ligger i provinsen Khorasan, i den nordöstra delen av landet, 700 km öster om huvudstaden Teheran. Tanūrjeh ligger 1 871 meter över havet och antalet invånare är 895.
Terrängen runt Tanūrjeh är kuperad åt sydost, men åt nordväst är den platt.Runt Tanūrjeh är det glesbefolkat, med 19 invånare per kvadratkilometer. Närmaste större samhälle är Rīvash, 17,5 km nordväst om Tanūrjeh. Trakten runt Tanūrjeh består i huvudsak av gräsmarker.